# 一價定律
一價法則（英語：Law of one price) ，或稱一物一價法則、單一價格法則指出：「假設其他條件不變，在有效率市場的情況下，任何同質物品的價值應該等同。」不考慮其產成方法或生產地等因素，即是忽略所有交易成本，如運輸費用、保險費等。一價定律乃經濟學上的一個基本定律，主要應用在金融及匯率計算，如巨無霸指數；或者研究國際貿易的交易條件。

## 假設及詮釋
- 兩件商品具有同等品質。
- 商品交易於一有效市場。
- 所有交易一概沒有額外交易成本。

在任何一市場中，所有賣方都各自有高低不一的願意成交的賣出價；買方亦然，也有不同願意成交的買入價。然而賣方只會接受最高的買入價，而買方亦只會接受最低的賣出價。在有效市場中，賣方會有動機調整自己的賣出價走向最高買入價，務求達成交易；同時，買方也有動機調整自己的買入價走向最低賣出價。最高買入價和最低賣出價會互相趨向，並最終等同，形成同一價格。
在上述前提假設下，一價定律指出不同物品即使產成方法，生產地及銷售地點不同，並不會影響其內在價值或絶對價值。例如一顆蘋果在美國價值一美金，此蘋果在中國的價值也應當相當於一美金的人民幣價格。此處指絶對價值，因實際售價為兩地市場的供求所決定。從另一方面說，如果一價定律正確，世界各地生產同一物品的生產成本也應該是相同，但這成本不一定用貨幣計算，它可以以實物形式表示，因爲貨幣受利率、貨幣供應等因素左右而產生波動。

## 應用

### 購買力平價理論
實際上，一價定律就是購買力平價理論的一種表現形式。
一價定律為匯率計算提供一個基礎方法。如果一個巨無霸在美國賣三美元，在香港賣二十四港元，撇除其他考慮因素，三美元應等同於二十四港元，即美元對港元匯率應為USD$1/HKD$8。這方法為美國經濟學雜誌經濟學人所提出，名為巨無霸指數。後亦有人提出其他類似指數，如利用蘋果公司的IPod及星巴克的咖啡。此類產品有三個共通性，第一，它們都是在多國同時銷售；第二，它們都為標準化產品，生產商務求在任何一個銷售點提供去差異性產品；第三，它們都是有代表性的暢銷產品。

### 金融定價
一價定律亦應用在金融產品定價。
在金融市場交易的金融資產有單一買入價（bid）和賣出（ask）。買入價和賣出價之間存在差價（spread），一價定律便適用這情況。理論上，沒有交易商願意以低於市場莊家願意出售的價格出售該金融資產，同理，沒有人願意以高於市場莊家願意付出的價格去購買該金融資產。否則，高買低賣的市場參與者要麽找不到合適的交易對手，要麽他的買賣等同做慈善，令他人得益。
衍生工具市場的一價定律則顯得不同了，衍生金融產品關注的並非同種類價格的一致，而是同物品不同時差的價格一致。
期貨（futures）和現貨的價格便是此一例證。不論從期貨市場，還是從現貨市場購入貨物，撇除手續費和運輸成本等交易成本，兩種貨物的售價現值理應一致。否則投資者便可能從較低價格市場購入，然后在較高價格市場出售。例如他以較便宜價錢從現貨市場買入大豆，同時建立一張以高於期貨市場現行價格成交、3個月之後交割的大豆期貨短倉合約，這便存在套利機會。但套利也會吸引其他投資者參與類似買賣，所以這種套利行爲不可能長期存在，最終期貨價格和現貨價格也會在到期日一致，反應了價格的收斂性（convergence property）。
“投資者世界”（InvestorWorld）網站指出：
一件證券必然擁有單一價格，不論這證券是如何創造。例如，如果一張期權可由兩個分屬不同標的物的證券所創造，這兩個證券的價格必然相同或者彼此間存在套利機會。
博迪、凱恩和馬庫斯也指出：
相同的證券或證券組合應該價格相同，否則會發生套利。
類似的討論也見諸于阿羅和德布魯有關阿羅證券的討論。

## 限制

### 心理因素
在世界各地，即使商品的品質完全等同，其價值評價也不定相同。因為內在價值體現在買賣雙方對商品的主觀認知，並透過供給價格和需求價格客觀體現出來。主觀認知主要為文化背景所左右，如世界各地對星巴克咖啡的接受程度都不盡相同。因此這些心理因素會影響購買者的需求，促使供應者使用不同的定價方法，導致現實情況未必吻合理論。

### 時間差異
本定律不適用於跨時間情況，所以同一市場的價格是會隨著時間而改變。但是，金融市場的情況是例外，這是因爲流通性市場的市場莊家制定的價格也會持續移動。然而，每單交易執行的時候，一價定律仍然有效。
最佳的例子便是利差交易（carry trade），利差交易建基于不同貨幣存在不同的利率，這種利率的差異導致兩種貨幣的匯率呈反方向走勢。投資者一旦發現利率差異，這就明顯存在著套利機會，他只需要借入低利率的貨幣而兌換成高利率的貨幣，從中賺取額外利息然後再歸還以原來貨幣計量的本金便完成一筆利差交易。在這過程中，利率歷經時間的變化，隨著越來越多投資者把握該無風險的套利機會，而進行外匯買賣賺取高利息，兩種貨幣的利率差異將不復存在，因爲外匯市場的匯價已被衆多交易推動而恢復均衡。利率的性質便是借入資金的價格或者時間成本，最終兩種貨幣利率相同也就符合一價定律。

### 信息不對稱
如果交易發生信息不對稱，買家無法獲知最低價格誰屬，一價定律便不適用。此情況下，賣家需要在交易頻率和利潤性中權衡。企業可能訂立高價或者低價，前者導致交易不活躍，因爲消費者總是希望搜尋最低價格者；後者則令企業銷售增加，但利潤所得卻比以前少。

### 巴拉萨-萨缪尔森效应
巴拉萨-萨缪尔森效应認爲一價定律並不一定通用于世界上所有物品，因爲某些物品是不能向外交易的。該理論相信某些國家的消費相對其他國家便宜，歸因於欠缺發展的國家非交易物品相對便宜，特別是土地和勞動。這引致欠缺發展的國家有著典型的一籃子廉價消費品，儘管當中部分物品的價格被國際貿易活動影響所拉平。

### 違反定律的例子
一個經常被學者引用的例子就是荷蘭皇家石油和殼牌的股票。兩間公司在1907年合併，皇家荷蘭石油的股票在阿姆斯特丹交易，而殼牌的股票則在倫敦上市，原有的業務被允許各自獨立經營，但雙方的總利潤必須按照六四之比分配。隨著預期收益改變，荷蘭皇家石油的股票價值因而應該按每單位計算相當殼牌股票價值的1.5倍。但是，事後兩者的股票價格卻長期偏離理論預期的差距，偏離百分比高達15%以上。這個偏差一直到1999年開始下滑，2005年兩間公司實行最終合併才結束。
1997年 3Com 併購 Palm。之後一段時間網路泡沫化，科技股全面翻盤，3Com 股價卻文風不動。3Com 便在 2000/3/1 把 Palm 股票分拆上市，賣出 4% 給散戶、1% 給財團，其他保留在自己手中。雖然 3Com 市值三四個月也翻了超過一倍，但既然 3Com 股東能配到 1.5 倍的 Palm 股票，照理 3Com 每股應該超過 1.5 倍的 Palm，事實卻是 3Com 每股還不到 Palm 的，亦即 3Com 的股票面值竟是負的，這嚴重背離了單一價格法則。